# Celestýn
Celestýn je mužské křestní jméno latinského původu. Vzniklo z latinského slova caelestinus. Vykládá se jako „nebeský“. Podle staršího českého kalendáře má svátek 6. dubna.
Dívčí forma tohoto jména je Celestýna.

## Domácké podoby
Celestýnek, Celestýneček

## Celestýn v jiných jazycích
- Slovensky: Celestín
- Německy: Cölestin nebo Cölestinus nebo Zölestin
- Španělsky, italsky: Celstino
- Rusky: Celstin
- Polsky: Celestyn
- Maďarsky: Celesztin

## Známí nositelé jména
- Celestin Werner – poslední opat cisterciáckého kláštera v Plasích v letech 1779–1785

Celestýn je poměrně oblíbené jméno papežů (viz následující odkazy):
- sv. Celestýn I. (422–432)
- Celestýn II. (1143–1144)
- Celestýn III. (1191–1198)
- Celestýn IV. (1241)
- sv. Celestýn V. (1294)